# Homosexualität in Ägypten

Geografische Lage von Ägypten

Homosexualität wird in Ägypten strafrechtlich verfolgt und ist in der Gesellschaft stark tabuisiert.

## Rechtslage
Homosexualität ist in Ägypten laut Strafgesetzbuch zwar nicht explizit illegal, gleichwohl werden andere allgemeinere Strafgesetze herangezogen, um homosexuelle Handlungen bestrafen zu können. Vor allem der Analverkehr wird nach konservativer, mehrheitlicher Auslegung im Koran untersagt, während es zu anderen Spielarten von Sexualität keine Aussagen gibt und dies deshalb – zumindest theoretisch – einen gewissen Spielraum ergibt.
Bis in die 1940er Jahre gab es in der Oase Siwa eheähnliche Bündnisse zwischen Männern und männlichen Jugendlichen. Sie wurden 1928 von Fu'ād I. verboten.

## Gesellschaftliche Situation
Gesellschaftlich werden homosexuelle Handlungen in Ägypten als unmoralisch betrachtet und als Tabuthema behandelt. Hier wird jedoch deutlich zwischen der aktiven und der passiven Rolle unterschieden; Homosexualität wird meist nur mit dem passiven Sexualpartner, dem Penetrierten, in Verbindung gebracht, wohingegen der Aktive nicht zwingend als homosexuell angesehen wird. Während homosexuelle Handlungen früher üblich waren, jedoch kaum thematisiert wurden, stoßen sie in den letzten Jahren immer mehr auf Ablehnung, da sie mit dem „dekadenten Westen“ in Verbindung gebracht werden. Beziehungen zwischen gleichgeschlechtlichen Paaren werden in Ägypten aufgrund der staatlichen Verfolgung nicht in der Öffentlichkeit gezeigt. Wegen der gesellschaftlichen Ächtung existieren keine Gesetze zum Schutz homosexueller Menschen oder deren Beziehungen.
Obwohl es keine Strafgesetze gegen homosexuelle Liebesakte gibt, werden Menschen verhaftet und verurteilt. Teils werden Strafen später revidiert oder der Strafrahmen reduziert. Im Mai 2001 verhaftete die Polizei in Kairo mehrere homosexuelle Männer auf einer Bootsparty auf dem Nil. 23 der 52 Angeklagten wurden am Ende der Gerichtsverhandlungen zu Gefängnisstrafen verurteilt. Die Strafe wurde in den meisten Fällen von drei Jahren auf ein Jahr reduziert. Angefacht durch internationale Proteste, wurden am 19. Juli 2003 im Berufungsverfahren 11 Angeklagte aufgrund von Verfahrensfehlern freigesprochen. Unter anderem forderten deutsche Politiker und der französische Präsident bei diesem Vorfall Ägypten auf, die Rechte Homosexueller zu beachten.
Am 28. August 2003 wurde ein Treffpunkt schwuler Männer auf der Nilbrücke Qasr el-Nil polizeilich durch Absperrung der beiden Brückenseiten durchsucht, bei dem 63 Männer verhaftet wurden.
Die Menschenrechtsorganisation Human Rights Watch berichtete 2004 von mehreren hundert Festnahmen von Homosexuellen in Ägypten innerhalb von zwei Jahren. Die Dunkelziffer bei Festnahmen ohne Anklage sei hoch, mehrere hundert Menschen seien auf diesem Wege gefoltert worden, vermutet die Organisation.
In der Hauptstadt Kairo wurden am 7. Dezember 2014 mindestens 26 Schwule bei einer Razzia in einem Badehaus verhaftet. Die Männer wurden  wegen „homosexueller Ausschweifungen“ angeklagt, im Januar 2015 jedoch von einem Gericht freigesprochen.
Im September 2017 kam es nach einem Konzert der libanesischen Indie-Rock-Band Mashrou' Leila, deren Sänger Hamed Sinno offen schwul ist, zu einer Welle von Verfolgungen homosexueller Männer. Einige Zuschauer hatten beim Konzert Regenbogenfahnen geschwenkt. Als einzige Frau wurde auch die Aktivistin Sarah Hegazi inhaftiert.